# Euproctis kala
Euproctis kala är en fjärilsart som beskrevs av Moore 1859. Euproctis kala ingår i släktet Euproctis och familjen tofsspinnare. Inga underarter finns listade i Catalogue of Life.